# Don't Stop (Daryll-Ann)
Don't stop is het zevende album van Daryll-Ann. Het werd uitgebracht in 2004.

## Opnamen
Daryll-Ann had met Trailer tales een sterk album neergezet, hoewel het door velen meer gezien werd als soloalbum van Jelle Paulusma, dan als een groepsproduct. Na het verschijnen van de plaat werd de band uitgebreid met bassist Dick Brouwers en toetsenist Diederik Nomden. Voor het album werd gekozen om te breken met vaste producer Frans Hagenaars. In plaats daarvan koos de band ditmaal voor J.B. Meijers. Meijers stond er bekend om bands te coachen in het bandproces tijdens de opnames en ook zelf mee te spelen tijdens de opnamen. Daarnaast kende de band Meijers nog van Supersub, die een oefenruimte met ze deelde. Meijers was een snel opkomende producer, die al albums van onder andere De Dijk en Tröckener Kecks op zijn naam had staan. In vijf dagen werd de basis van het album, grotendeels direct, opgenomen in de Aluna Studios in Amsterdam. Hierna volgenden nog overdubs bij de bandleden thuis en werden de nummers ingezongen. Het album werd hierdoor een veel hechter groepsalbum dan Happy traum en Trailer tales.
In maart 2004 werd de eerste promosingle We like danger uitgebracht. Het nummer liet een echt popgeluid horen en daarnaast was Anne Soldaat in het nummer te horen als leadzanger. Op 2 april 2004 verscheen het album, dat de titel Don't stop meekreeg, eerst op vinyl, twee weken later, op 16 april volgde de cd-uitgave. De plaat bereikte de 51e plaats in de Album Top 100, de hoogste positie van een Daryll-Ann album ooit. Het album liet een duidelijk groepsgeluid horen. Anne Soldaat zong op vier nummer leadzang en waar nodig werden de nummers aangevuld met keyboard of mondharmonica. Nadat de plaat was uitgekomen, werd er een uitgebreide tournee gehouden langs de Nederlandse zalen met Bauer. Op 1 april verscheen de eerste officiële single van het album, 10.45, dat werd uitgegeven op vinylsingle. In de interviews rond het album gaf de band steeds aan dat het album een nieuw begin was en dat de band sterker was dan voorheen. Op 21 mei verscheen er echter een stuk in de Leeuwarder Courant over de band, waarin Jelle Paulusma en Soldaat apart van elkaar geïnterviewd werden. In dit interview wierp Paulusma zich op als bandleider en sprak hij vol lof over het nieuwe album. Soldaat liet echter doorschijnen, dat hij de rol van Paulusma binnen de band te groot vond en eigenlijk al langer op zoek was naar een nieuwe uitdaging buiten Daryll-Ann. Daarnaast twijfelde hij openlijk of hij bij de band wilde blijven. Het interview bracht het uiteen vallen van de band in een stroomversnelling. Na een concert op 22 mei in het toenmalige Theater Romein (nu Poppodium Romein) in Leeuwarden kwam het tot een botsing en op 25 mei maakte de band bekend per direct uit elkaar te gaan. De resterende optredens van de tournee werden afgezegd. Het zou uiteindelijk meer dan 20 jaar, voordat de band met het achtste album Spring kwam.

## Muzikanten
- Jelle Paulusma - zang, gitaar
- Anne Soldaat - zang, gitaar
- Coen Paulusma - zang, percussie
- Diederik Nomden - keyboards
- J.B. Meijers - gitaar, keyboards
- Dick Brouwers - basgitaar
- Jeroen Kleijn - drums

### Gastmuzikanten
- Hein van Dongen - mondharmonica

## Nummers
1. Freeway
2. When war is on
3. We love danger
4. Strange
5. The movin' men
6. Fame
7. 10.45
8. Wild side brother
9. You and me darlin'
10. Raga the messenger
11. Close to you

Alle nummers zijn geschreven door Jelle Paulusma en Anne Soldaat.